# Cardinal Health
Cardinal Health, Inc. é uma empresa multinacional americana de serviços de saúde e a 14ª maior geradora de receita nos Estados Unidos. Com sede em Dublin, Ohio, a empresa é especializada na distribuição de produtos farmacêuticos e médicos, atendendo a mais de 100.000 locais. A empresa também fabrica produtos médicos e cirúrgicos, incluindo luvas, vestuário cirúrgico e produtos para gerenciamento de fluidos. Além disso, opera uma das maiores redes de radiofarmácias nos EUA
A Cardinal Health fornece produtos médicos para mais de 75 % dos hospitais nos Estados Unidos.

## História
Fundada em 1971 como Cardinal Foods por Robert D. Walter, a empresa era inicialmente um atacadista de alimentos. Após adquirir a Bailey Drug Company em 1979, começou a vender medicamentos no atacado. A empresa abriu o capital na bolsa de valores NASDAQ em 1983.
Em 1988, Walter vendeu as operações de alimentos da Cardinal Health para a Roundy's. De 1991 a 1996, as vendas da empresa cresceram de US$ 1,2 bilhão para US$ 8,9 bilhões. A empresa mudou seu nome para Cardinal Health em 1994 e se tornou o terceiro maior atacadista farmacêutico dos Estados Unidos.
Em 2009, a Cardinal Health concluiu a cisão de seus negócios de produtos clínicos e médicos em uma empresa independente de tecnologia médica chamada CareFusion, com David Schlotterbeck como CEO.
Em dezembro de 2013, foi anunciado que a Cardinal Health faria uma parceria com a CVS Caremark para formar uma operação de fornecimento de medicamentos genéricos nos Estados Unidos. O empreendimento foi denominado Red Oak Sourcing e iniciou suas operações em julho de 2014.
Entre 2014 e 2016, a Cardinal, juntamente com a McKesson Corporation e a AmerisourceBergen, gastou 13 milhões de dólares a fazer lobby no Congresso para aprovar a "Lei de Garantia de Acesso ao Paciente e de Aplicação Eficaz da Lei de Medicamentos" do congressista Tom Marino. O projeto de lei, que aumenta o ónus da prova que os responsáveis pela aplicação da lei têm de apresentar contra os distribuidores de droga, foi sancionado pelo Presidente Barack Obama em abril de 2016.
Em janeiro de 2018, Michael Kaufmann assumiu o cargo de CEO após atuar como CFO da empresa.

### Ações judiciais sobre opioides
Em 2019, a Cardinal foi uma das várias distribuidoras de medicamentos nomeadas em processos judiciais relacionados à crise dos opioides nos EUA. Em julho de 2021, a Cardinal Health e outras empresas farmacêuticas concordaram em participar de um acordo de US$ 26 bilhões. A Cardinal pagará US$ 6,4 bilhões ao longo de 18 anos.
Em maio de 2020, o procurador-geral de Oklahoma, Mike Hunter, processou a Cardinal Health no Tribunal Distrital do Condado de Bryan, Oklahoma. O processo alegou que as ações da empresa ajudaram a alimentar a crise de opioides em Oklahoma. O processo foi movido juntamente com ações judiciais contra a AmerisourceBergen e a McKesson, e as três ações alegam que as três empresas forneceram.
Em agosto de 2021, estava classificada em 14º lugar na lista Fortune 500, com receita anual de US$ 152,9 bilhões no ano fiscal de 2020.

### Aquisições
Em 1995, a Medicine Shoppe International, a maior franquia de farmácias de varejo do país, foi adquirida. A fusão representou a primeira aquisição não distributiva da Cardinal Health.
Em 1996, a Cardinal Health adquiriu a Pyxis Corporation, uma empresa que desenvolvia distribuidores automáticos de comprimidos para hospitais, por US$ 867 milhões.
Em 1997, a Cardinal Health planejou comprar a Bergen Brunswig Corp., à qual a McKesson Corporation respondeu com uma oferta para comprar a Amerisource. Em vez disso, a Amerisource e a Bergen fundiram-se na AmerisourceBergen. Mais tarde naquele ano, a Cardinal Health concluiu a aquisição da Owen Healthcare, o segundo maior fornecedor de serviços de gestão de farmácias nos EUA na época.
Em 1999, a empresa adquiriu o fabricante e distribuidor de produtos médicos com sede em Chicago, Allegiance Healthcare. Em 2001, a empresa adquiriu a Bindley Western Industries, uma distribuidora atacadista de produtos farmacêuticos sediada em Indianápolis.
Em abril de 2006, a Cardinal Health comprou a ParMed Pharmaceuticals, sediada em Niagara Falls, por US$ 40,1 milhões. Em junho de 2007, a empresa anunciou a conclusão de uma oferta pública de aquisição da VIASYS Healthcare.
Em junho de 2010, a Cardinal Health anunciou planos para comprar a Healthcare Solutions Holding, uma empresa de serviços farmacêuticos especializados, por US$ 517 milhões. Em dezembro de 2010, a empresa adquiriu a Kinray, uma atacadista farmacêutica independente, aumentando a presença da Cardinal Health no mercado de farmácias independentes em 40 por cento. De 2010 a 2014, a Cardinal Health adquiriu 18 empresas, incluindo a Yong Yu, uma distribuidora de medicamentos chinesa.
Em julho de 2014, a Cardinal Health e a CVS formaram a Red Oak Sourcing, a maior operação de fornecimento de medicamentos genéricos nos Estados Unidos. As empresas começaram a comprar medicamentos genéricos em todo o mundo para vender nos mercados dos EUA.
Em março de 2015, a Cardinal Health assinou um acordo para adquirir a divisão Cordis (médica) da Johnson & Johnson, uma fabricante de dispositivos de cardiologia e endovasculares, por US$ 1,94 bilhão. A aquisição foi concluída em 4 de outubro de 2015. A Cardinal vendeu a divisão em agosto de 2021 para a Hellman & Friedman, uma empresa de capital privado, por US$ 1 bilhão.
Em abril de 2017, a Cardinal Health anunciou o plano de adquirir o portfólio de produtos para pacientes da Medtronic por US$ 6,1 bilhões. A aquisição foi concluída em 30 de julho de 2017.

## Finanças
No ano fiscal de 2020, a Cardinal Health relatou uma receita anual de US$ 152,9 bilhões, um aumento de 5,1% em relação ao ciclo fiscal anterior. As ações da Cardinal Health foram negociadas a mais de US$ 51 por ação, e sua capitalização de mercado foi avaliada em mais de US$ 14,97 bilhões em agosto de 2021.
| Ano  | Receita em mil. $USD | Resultado líquido em mil. $USD | Ativos totais em mil. $USD | Preço por ação em $USD | Funcionários |
| ---- | -------------------- | ------------------------------ | -------------------------- | ---------------------- | ------------ |
| 2005 | 72,666               | 4,460                          | 21,838                     | 33.48                  |              |
| 2006 | 79,664               | 4,814                          | 23,433                     | 38.32                  |              |
| 2007 | 86,755               | 5,197                          | 23,154                     | 38.62                  |              |
| 2008 | 87,408               | 3,777                          | 23,448                     | 28.75                  |              |
| 2009 | 95,992               | 3,748                          | 25,119                     | 21.10                  |              |
| 2010 | 98,503               | 3,781                          | 19,990                     | 28.37                  |              |
| 2011 | 102,644              | 4,162                          | 22,846                     | 35.90                  |              |
| 2012 | 107,552              | 4,541                          | 24,260                     | 35.61                  |              |
| 2013 | 101,093              | 4,921                          | 25,819                     | 45.20                  | 33,600       |
| 2014 | 91,084               | 5,161                          | 26,033                     | 65.92                  | 34,000       |
| 2015 | 102,531              | 5,712                          | 30,142                     | 79.39                  | 34,500       |
| 2016 | 121,546              | 6,543                          | 34,122                     | 74.14                  | 37,300       |
| 2017 | 129,976              | 6,544                          | 40,112                     | 69.22                  | 40,400       |
| 2018 | 136,809              | 7,181                          | 39,951                     | 57.47                  | 50,200       |
| 2019 | 145,534              | 1,363                          | 40,963                     | 48.37                  | 31,000       |
| 2020 | 152,922              | -3,696                         | 40,766                     | 51.67                  | 30,000       |
| 2021 | 162,467              | 611                            | 44,453                     | 56.66                  | 47,300       |

## Controvérsia

### Ação da FDA
Em agosto de 2006, a Cardinal Health encerrou a produção de sua bomba de infusão Alaris SE após aproximadamente 1.300 unidades terem sido apreendidas pela Food and Drug Administration (FDA). Em fevereiro de 2007, a Cardinal Health assinou um decreto de consentimento com a FDA que prometia procedimentos para garantir a segurança do Alaris SE. Após as inspeções da FDA, a Cardinal Health celebrou um novo acordo de consentimento com a FDA em 2009.

### Investigação da DEA sobre desvio de oxicodona
Em 2008, a Cardinal Health concordou em pagar US$ 34 milhões em multas civis para resolver as alegações da DEA de que não relatou pedidos suspeitos de hidrocodona. A multa ocorreu após a suspensão de 10 meses pela DEA de uma unidade de distribuição em Lakeland, Flórida, e de outras duas em Nova Jersey e Washington. Em 2 de fevereiro de 2012, a Drug Enforcement Administration suspendeu novamente a licença do centro de distribuição da empresa em Lakeland para distribuir substâncias controladas, sob a acusação de ter permitido que quatro farmácias da Flórida comprassem quantidades excessivas de substâncias controladas, em particular oxicodona.
A empresa declarou que bloqueou duas das farmácias (Brooks Pharmacy em Bonita Springs, Flórida, e Gulf Coast Medical em Panama City, Flórida), e notificou os proprietários corporativos das duas farmácias que faziam parte de redes nacionais, duas lojas CVS em Sanford, Flórida.
Em Fevereiro de 2012, Joseph Rannazzisi, chefe do Gabinete de Controlo de Desvio da Drug Enforcement Administration, emitiu ordens de suspensão imediata contra o fornecimento de oxicodona da Cardinal a supostas fábricas de comprimidos.
Naquele ano, Cardinal e a DEA chegaram a um acordo que suspendeu a unidade de Cardinal em Lakeland, Flórida, de vender analgésicos ou outros medicamentos por dois anos. Em 2016, o Cardinal foi multado em 44 milhões de dólares após a conclusão da investigação.
Em Janeiro de 2022, a Cardinal Health, a Johnson & Johnson, a McKesson e a AmerisourceBergen concordaram em pagar 26 bilhões de dólares para chegarem a um acordo com todos os estados, excepto cinco, que os processaram.

## Fundação Cardinal Health
A Cardinal Health Foundation é o braço beneficente da Cardinal Health. A empresa faz doações anuais de produtos de mais de US$ 9 milhões por meio de organizações internacionais de assistência e fornece até US$ 1.000 em fundos correspondentes para cada funcionário da Cardinal Health que fizer uma doação de caridade.
Nos últimos sete anos, a Fundação investiu mais de 7,15 milhões de dólares em financiamento para 241 hospitais, sistemas de saúde ou outras organizações relacionadas com a saúde.
A Cardinal Health também apoia organizações como a Ronald McDonald House Charities e foi nomeada Benfeitora do Ano no Corporate Caring Awards de 2011. Em 2015, a fundação contribuiu com 3 milhões de dólares para o projeto Solutions for Patient Safety, que arrecadou mais de 11 milhões de dólares a nível nacional para esforços de melhoria das iniciativas de segurança em hospitais infantis.